# Néstor Real
Néstor Real (Néstor Alberto Coscarelli; * 26. Februar 1934 in Buenos Aires; † 30. Juli 2000), genannt El Ruso, war ein argentinischer Tangosänger.

## Leben
Real nahm Ende der 1950er und Anfang der 1960er Jahre an verschiedenen Gesangswettbewerben in Buenos Aires teil. Unter anderem teilte er sich bei einem von der Tangobar in Flores veranstalteten Wettbewerb den Ersten Preis mit Ricardo Medina. Er begann seine Laufbahn im Orchester Juan Calós und wurde dann Sänger der Cinco Maestros del Tango, bestehend aus Pedro Maffia, Armando Baliotti, José Luis Padula, Salvador Grecco und Roberto Dimas. Später schloss er sich dem Orchester des Bandoneonisten Jorge Caldara an.
1966 wurde Real Nachfolger von Alberto Podestá im Orchester Armando Pontiers. Mit Pontier und Héctor Darío als zweitem Sänger unternahm er eine zweimonatige Japantournee mit Auftritten in 60 Städten. Mit Pontier entstanden auch Aufnahmen von Tangos wie Amigazo, Silbando und Misa de once. Nach der Trennung von Pontier begann er eine erfolgreiche Laufbahn als Solosänger. Er trat in den Tangobars von Buenos Aires auf, in Nachtclubs wie El Boliche de Rotundo, Vos Tango, La Casona und Taconeando und war Gast in Fernsehshows wie Grandes valores del tango auf Canal 9.